# 假报警
假报警，又稱報假案（英語：Swatting），是一种欺骗紧急服务的骚扰策略。当事人通常会联系警方或其它紧急情况部门，虚构并不存在的紧急情况，将警察或其他紧急服务响应人员派往一处地点，以达到恶作剧或其它目的。假报警是危险和非法的，可能导致严重后果，包括人员伤亡，以及浪费宝贵的执法资源。在大多数国家和地区，这种行为都可能违法。

## 法律处罚规定

### 中国大陆
根据《中华人民共和国治安管理处罚法》第二十五条：
有下列行为之一的，处五日以上十日以下拘留，可以并处五百元以下罚款；情节较轻的，处五日以下拘留或者五百元以下罚款:
（一）散布谣言，谎报险情、疫情、警情或者以其他方法故意扰乱公共秩序的；

……
根据《中华人民共和国刑法》第二百九十一条之一：
……

编造虚假的险情、疫情、灾情、警情，在信息网络或者其他媒体上传播，或者明知是上述虚假信息，故意在信息网络或者其他媒体上传播，严重扰乱社会秩序的，处三年以下有期徒刑、拘役或者管制；造成严重后果的，处三年以上七年以下有期徒刑。

### 
目前，根据虚假或恶作剧报告的情况和程度，可以《刑法》规定的按等级妨碍公务罪（不超过5年监禁或不超过60万韩元的罚款）和《轻罪处罚法》规定的虚假申报罪（罚款、拘留或罚款）处置。据即将施行的韩国《112基本法》，报假警将被处以最高500万韩元的罚款.